# فيروس ماربورغ
فيروس ماربورغ  هو فيروس حمى نزفية فيروسية ينتمي إلى عائلة الفيروسات الخيطية، ونوع ماربورغ فيروس ماربورغ، وجنس فيروس ماربورغ. يسبب فيروس ماربورغ (مارف) داء فيروس ماربورغ لدى الإنسان والرئيسات غير البشرية، وهو شكل من أشكال الحمى النزفية الفيروسية. يعتبر الفيروس شديد الخطورة. صنفته منظمة الصحة العالمية من مجموعة المخاطرة المُمرِضة 4 (تتطلب المستوى الرابع من مكافئ الاحتواء). في الولايات المتحدة، تصنفه معاهد الصحة الوطنية الأمريكية/المعهد الأمريكي للحساسيه والأمراض المعديه على أنه من مسببات الأمراض ذات الأولوية تصنيف أ. وتصنفه مراكز مكافحة الأمراض واتقائها على أنه عامل إرهاب بيولوجي تصنيف أ. يُصنف أيضًا أيضًا كعامل بيولوجي لمراقبة الصادرات من قبل مجموعة أستراليا.
يمكن أن ينتقل الفيروس عبر أحد أنواع خفافيش الفاكهة أو يمكن أن ينتقل بين الأفراد عبر سوائل الجسم من خلال الجنس غير الآمن والجلد المتشقق. يمكن أن يسبب المرض النزيف والحمى وأعراض أخرى مشابهة لأعراض فيروس إيبولا. لكن فيروس ماربورغ ليس نفسه فيروس إيبولا، رغم وجود تشابه بينهما. العلاج الفعلي للفيروس بعد الإصابة به غير ممكن لكن العلاج المبكر والاحترافي للأعراض مثل التجفاف يزيد بشكل كبير من فرص النجاة.
في عام 2009، بدأت التجارب السريرية الموسعة على لقاح فيروسي الإيبولا وماربورغ في كمبالا، أوغندا.

## الاكتشاف
وُصف فيروس ماربورغ لأول مرة في عام 1967. لوحظ في أثناء تفشي داء فيروس ماربورغ في المدن الألمانية ماربورغ وفرانكفورت والعاصمة اليوغوسلافية بلغراد في ستينيات القرن العشرين. حدث ذلك بسبب تماس العمال الألمان مع أنسجة سعادين الهجرس في المنشأة الصناعية الرئيسية السابقة للمدينة، بيهرينغفيرك، ثم في جزء من مصنع شركة هوكست، ولاحقًا في مصنع شركة سي إس إل بيهرينغ. في هذه الفاشيات، أصيب 31 شخصًا بالعدوى وتوفي سبعة منهم.

## التسمية
ينتمي الفيروس إلى نوع ماربورغ فيروس ماربورغ، وجنس فيروس ماربورغ، عائلة الفيروسات الخطية، رتبة الفيروسات السلبية الأحادية. اشتُق اسم فيروس ماربورغ من ماربورغ (مدينة في هسن بألمانيا، حيث اكتُشف الفيروس لأول مرة) واللاحقة التصنيفية، فيروس.
دُعي فيروس ماربورغ لأول مرة بهذا الاسم في عام 1967. في عام 2005، تغير اسم الفيروس إلى فيروس ماربورغ بحيرة فكتوريا، ما جعل التفرقة بين كائن فيروس ماربورغ ونوعه أمرًا مربكًا ويعتمد على استخدام الخط المائل، أي فيروس ماربورغ بحيرة فكتوريا. مع ذلك، استمرت معظم المقالات العلمية في استخدام اسم فيروس ماربورغ. نتيجةً لذلك، في عام 2010، أُعيد اسم فيروس ماربورغ وتغير اسم النوع.

## الإمراضية البشرية
يعد مارف أحد نوعي فيروسات ماربورغ التي تسبب داء فيروس ماربورغ لدى البشر (يُشار إليه أيضًا في المقالات العلمية باسم حمى ماربورغ النزفية). الآخر هو فيروس راڤن. كلا الفيروسين يستوفيان معايير أفراد نوع ماربورغ فيروس ماربورغ لأن الجينوم الخاص بهما يختلف عن النموذج الأولي لماربورغ فيروس ماربورغ بنسبة <10% على مستوى النوكليوتيدات.

## أعراضه
بعد 5 أيام من الإصابة تبدأ أعراض الفيروس ومنها إسهال مائي وقد يأتي النزيف من العين أو الأنف والفم أو من الأعضاء الداخلية، وتشمل الصداع الشديد والقيء وآلام العضلات وآلام المعدة.